# الکس یرمولینسکی
الکس یرمولینسکی (روسی:(Алексей Ермолинский, Aleksey Yermolinskiy، زاده ۱۱ آوریل ۱۹۵۸ در لنینگراد) استادبزرگ شطرنج آمریکایی است
او برای اولین بار با Alexander Shabalov به تساوی رسید در سال ۱۹۹۶ او قهرمان شد. وی در سال ۱۹۹۳، ۱۹۹۵، ۱۹۹۶ قهرمان مسابقات فیلادلفیا شد. وی همچنین در سال ۲۰۰۱ برنده مسابقات قهرمانی اروپا شد.
او در سال ۲۰۱۲ به تالار مشاهیر آمریکا وارد شد.
او با Camilla Baginskaite ازدواج کرده و دارای دو فرزند است.